# Paysage viticole du Piémont : Langhe-Roero et Monferrato
Le paysage viticole du Piémont : Langhe-Roero et Monferrato est l'appellation sous laquelle l'UNESCO a inscrit un site, au nord-ouest de l'Italie, sur la liste du patrimoine mondial.
Le site est inscrit comme étant un « paysage culturel » puisqu'il est le résultat du travail combiné de la nature et des humains. Il est reconnu pour sa culture viticole, qui a forgé le paysage au cours des siècles. Il comprend des territoires des provinces de Coni, Asti et Alexandrie, dans la région des Langhe et du Monferrat.

## Description
Ce site comprend le château de Grinzane Cavour, nom emblématique dans l'histoire italienne et le développement des vins, ainsi que cinq vignobles distincts dont les paysages sont considérés par l'UNESCO comme ayant une valeur culturelle et historique, et qui sont le berceau des vins Barolo, Barbaresco, Barbera, et Asti spumante. Les paysages se déroulent dans le sud du Piémont , entre la rivière Pô et l'Apennin ligure. Il n'y a cependant pas de continuité entre les différents emplacements protégés, qui ne sont pas mitoyens. Le lien commun est caractérisé par l'ensemble des processus techniques et économiques liés à la viticulture et de la vinification, qui unifie la région pendant des siècles, en modelant la nature environnante. C'est dans ce site qu'ont été retrouvés des pollens de vigne datant du Ve siècle av. J.-C., lorsque le Piémont était un lieu de contact et d'échange entre Étrusques et Celtes. Pline l'Ancien mentionne le Piémont comme l'un des plus favorables pour la culture du vin dans l'Italie antique.

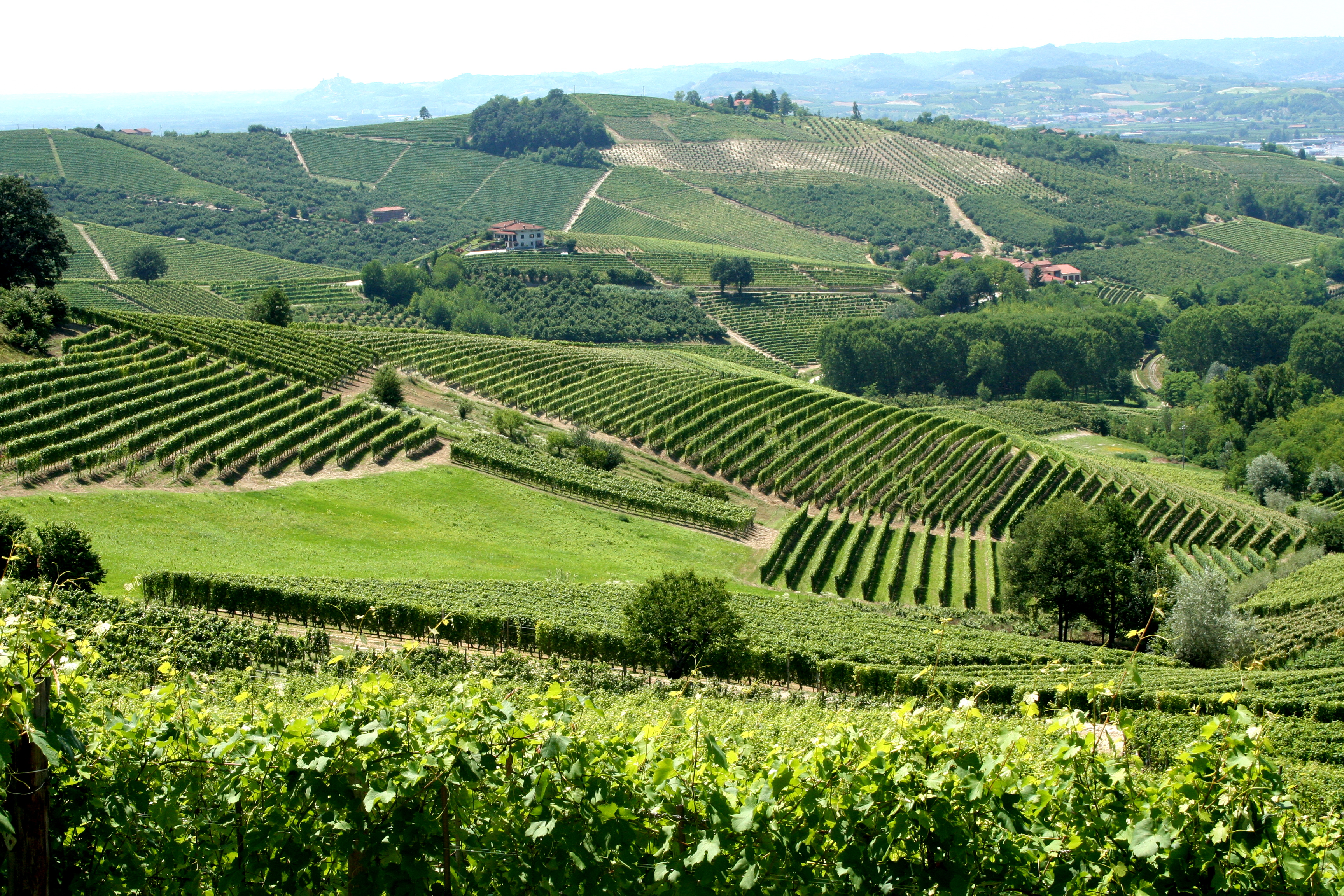
Vignes dans le Piémont
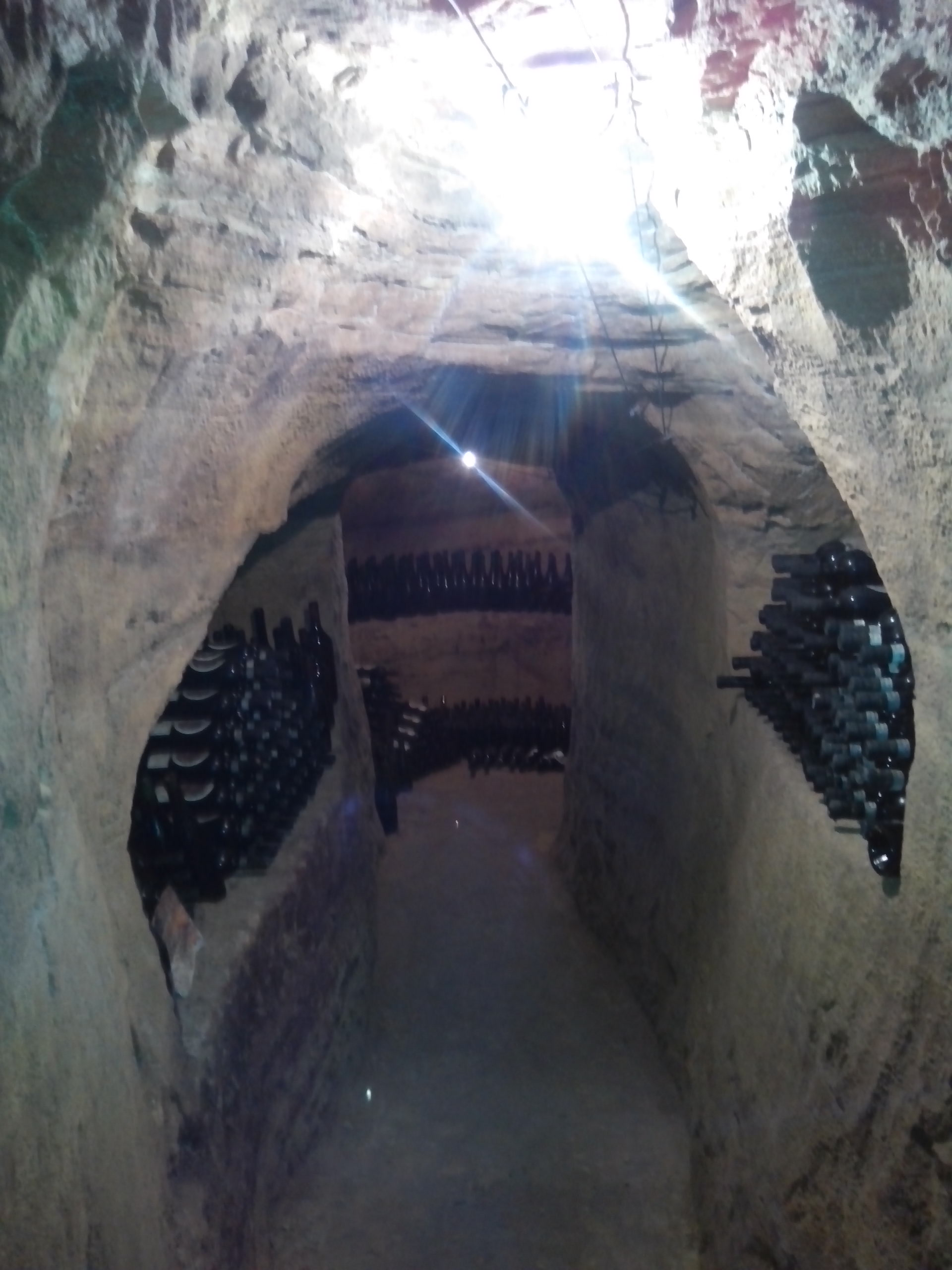
Un Infernòt creusé dans le tuf dans une exploitation agricole de Castagnole Monferrato
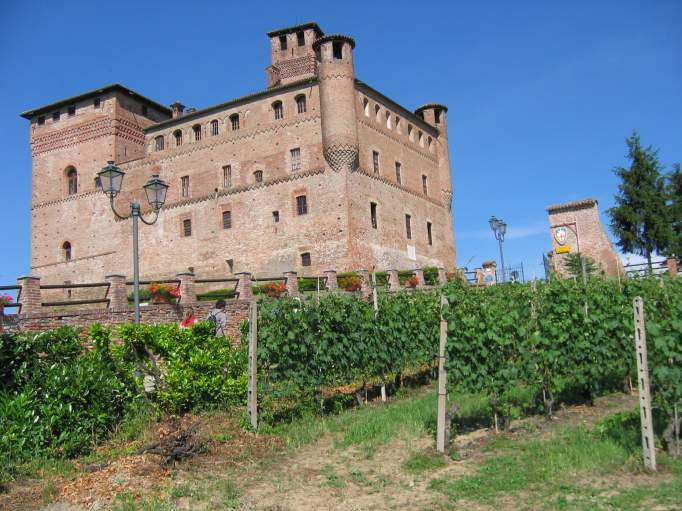
Le château de Grinzane Cavour
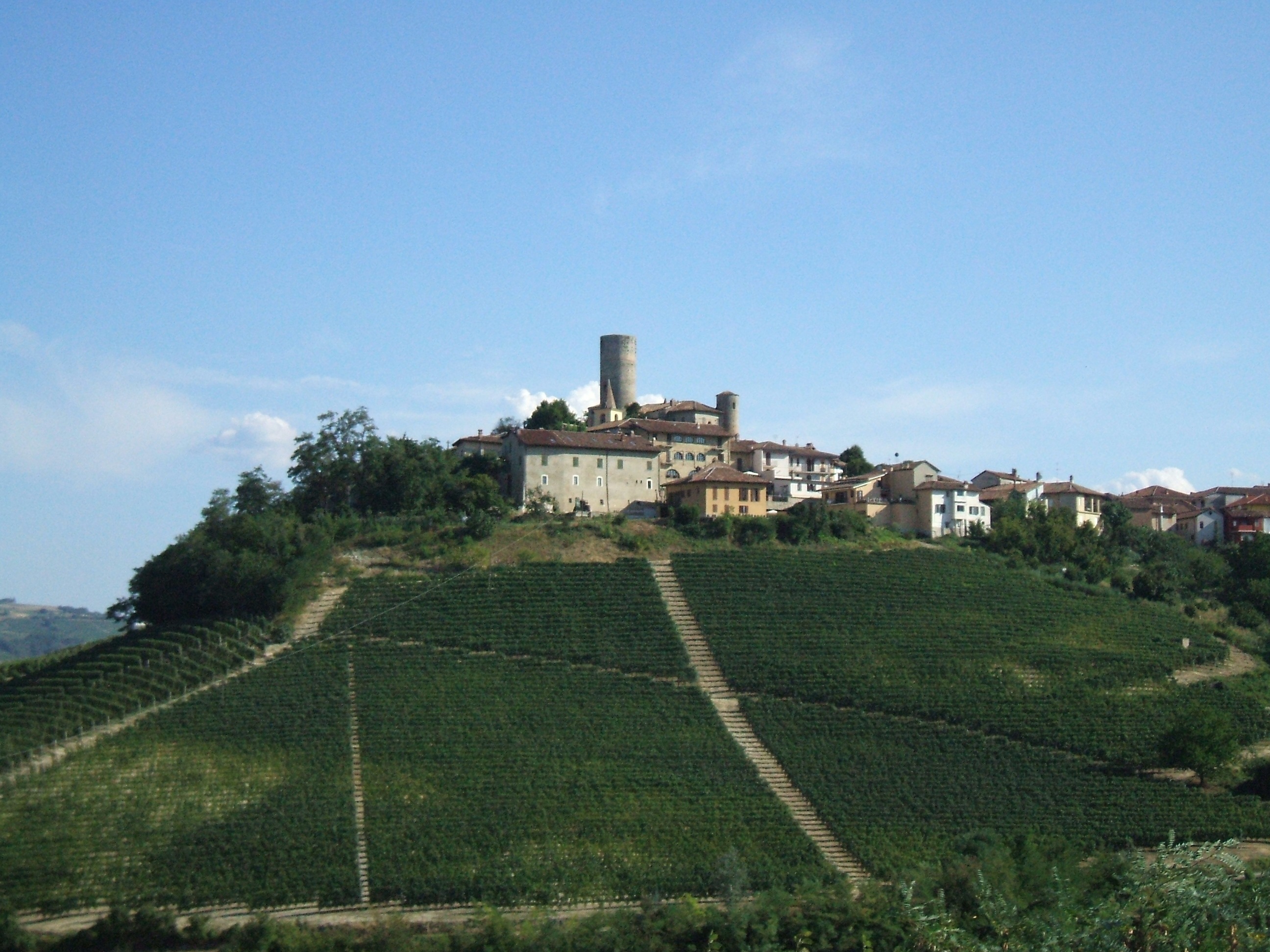
Le village de Castiglione Falletto
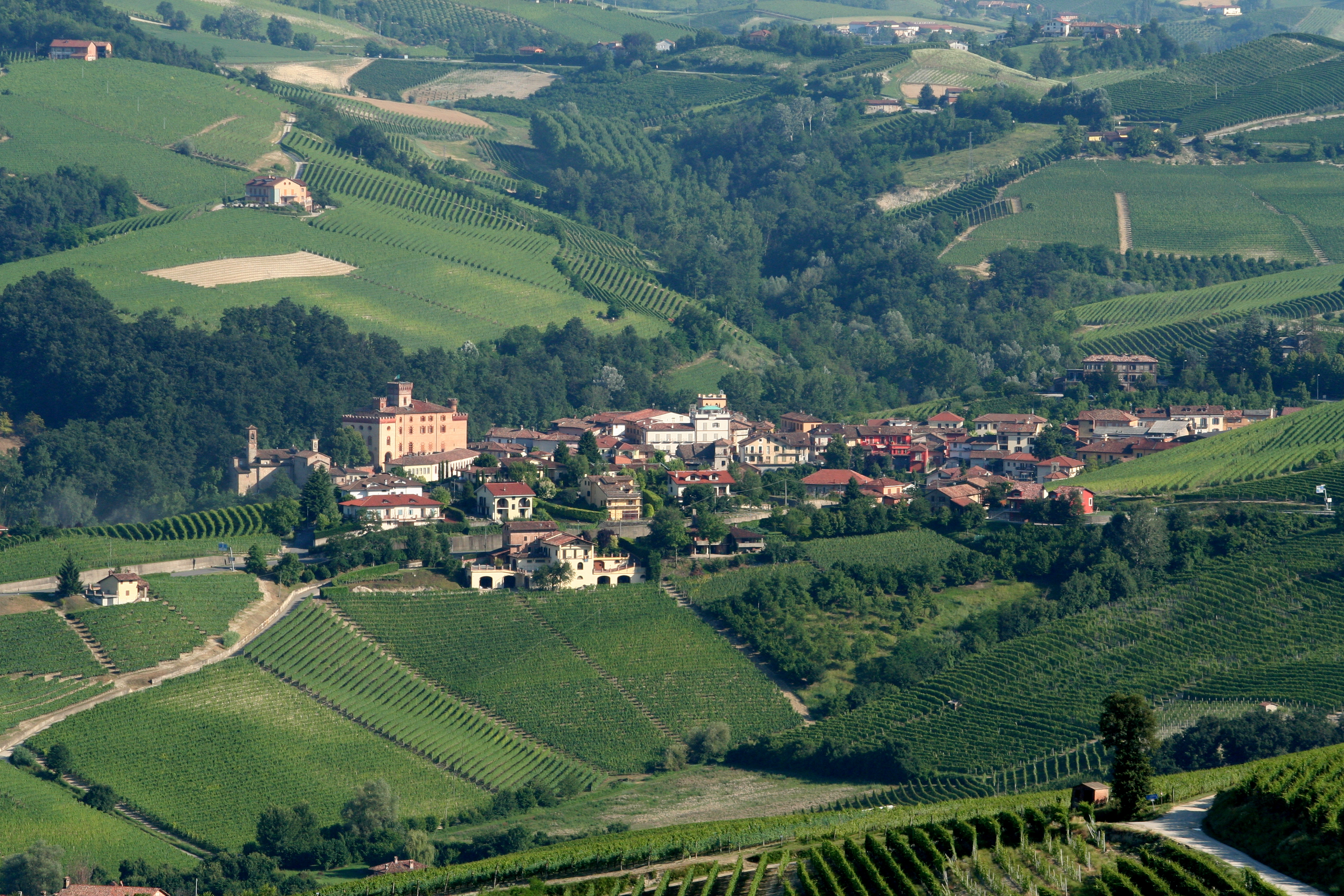
Barolo vu de La Morra

## Liste
Le site inscrit au patrimoine mondial s'étend sur 6 sites unis dans une continuité de paysage:
| Nom                            | Province   | Région historique | Superficie (ha) | Superficie de la zone tampon (ha) | Communes | Coordonnées                 |
| ------------------------------ | ---------- | ----------------- | --------------- | --------------------------------- | --- | --------------------------- |
| Langhe de Barolo               | Coni       | Langhe            | 3051            | A=59306                           | Barolo Serralunga d'Alba Castiglione Falletto La Morra Monforte d'Alba Novello Diano d'Alba                                                      | 44° 36′ 31″ N, 7° 57′ 49″ E |
| Château de Grinzane Cavour     | Coni       | Langhe            | 7               | A                                 | Grinzane Cavour | 44° 39′ 07″ N, 7° 59′ 39″ E |
| Colline du Barbaresco          | Coni       | Langhe            | 891             | A                                 | Barbaresco Neive | 44° 43′ 14″ N, 8° 05′ 15″ E |
| Nizza Monferrato et le Barbera | Asti       | Montferrat        | 2307            | A                                 | Montegrosso Mombercelli Agliano Terme Castelnuovo Calcea Vinchio Vaglio Serra Nizza Monferrato                                                   | 44° 47′ 47″ N, 8° 18′ 18″ E |
| Canelli et l'Asti Spumante     | Asti-Coni  | Montferrat        | 1971            | A                                 | Santo Stefano Belbo Calosso Canelli | 44° 44′ 17″ N, 8° 14′ 59″ E |
| Le Montferrat des Infernòt     | Alexandrie | Montferrat        | 2561            | B=16943                           | Cella Monte Ozzano Monferrato Sala Monferrato Rosignano Monferrato Ottiglio Olivola Frassinello Monferrato Camagna Monferrato Vignale Monferrato | 45° 03′ 03″ N, 8° 23′ 23″ E |
| Total                          | Total      | Total             | 10789           | 76249                             | |                             |